# Dorothy Stang
Dorothy Mae Stang (Ohio, 7 de junio de 1931 - Pará, 12 de febrero de 2005) fue una misionera de las Hermanas de Nuestra Señora de Namur, estadounidense, nacionalizada brasileña y reconocida por todos como una luchadora por los derechos humanos y sociales, que había recibido el título de Ciudadana de Pará. Fue asesinada en el 2005 en la selva Amazónica cuando leía la Biblia mientras caminaba a una reunión con sus feligreses. Fue asesinada por un sicario por orden del lobby ganadero y agrícola según se hace referencia en la película documental Cowspiracy.

## Biografía
Dorothy Mae Stang nació el 7 de julio de 1931, en Dayton, Ohio, Estados Unidos. Decidió cambiar su vida, por lo que en 1966 se mudó a Brasil y buscó proteger la fauna, la flora y los derechos de las comunidades de la selva. En 2004, fue la Mujer del año en Pará.
Durante el primer mandato de Luiz Inácio Lula da Silva se crearon cuatro Proyectos de Desarrollo Sostenible (PDS) en la región de Anapu, a través de los cuales más de seiscientas familias se asentaron en lotes que el Instituto Nacional de Colonización y Reforma Agraria (INCRA) había declarado improductivos en los años 90. Fueron pensados para combinar la agricultura familiar con actividades extractivas, de recolección (como hace la población ribereña de la Amazonia). En palabras de Eliane Brum, "eran proyectos de reforma agraria que garantizaban la tierra para aquellos que viven de ella y en ella, incorporando el concepto de conservación del medio ambiente". Hasta entonces, esas tierras públicas fueron usadas para la especulación y el lucro de unos pocos que, ante la llegada de los PDS reaccionaron con violencia contra los recién llegados, tiroteos, quemas y deforestación. Dorothy Stang documentó y denunció estos ataques y exigió la presencia de las autoridades.      

## Muerte

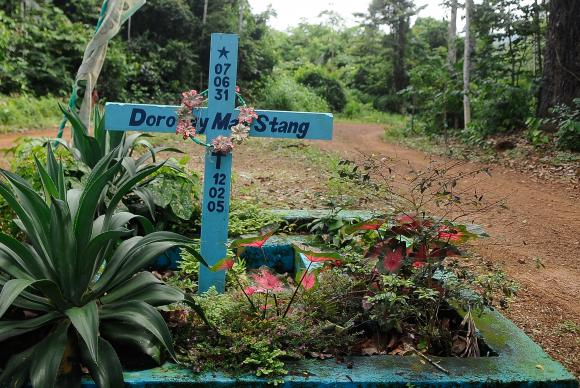
Tumba de Dorothy Stang en Anapu.

En la mañana del 12 de febrero de 2005, Stang se levantó temprano para andar hacia una reunión de la comunidad para hablar sobre los derechos de la Amazonía.
Ciero, un granjero que Stang invitó a la reunión, iba a llegar tarde. Ciero estaba a un par de minutos por detrás de Stang, pero pudo verla y esconderse de los dos hombres armados que la seguían. Ella avanzó y fue bloqueada por los dos hombres, Clodoaldo Carlos Batista y Raifran das Naves Sales. Le preguntaron si tenía armas, y ella dijo que su única arma sería su Biblia. A continuación leyó un pasaje de las bienaventuranzas: "Bienaventurados los pobres de espíritu...". Ella siguió un par de pasos pero fue detenida repentinamente cuando Ciero le llamó "Hermana", ya que Raifran la apuntaba. Cuando Clodoaldo dio el visto bueno de disparar a Stang, Raifran le disparó un tiro en el abdomen. Ella cayó de bruces al suelo. Raifran le disparó otro tiro en la espalda, y luego le disparó las cuatro balas restantes en la cabeza. El cuerpo de la misionera está sepultado en un paraje en Anapu, donde recibió y recibe los homenajes de tantos que reconocen en ella las virtudes heroicas de la matrona cristiana.
Clodoaldo y Raifran están actualmente en prisión.
Otras misioneras de las Hermanas de Nuestra Señora de Namur continúan su legado. 
Autoras como Eliane Brum señalan que Stang es "una mártir que se está convirtiendo en santa a los ojos de los campesinos". 